# Ricardo Alfonsín

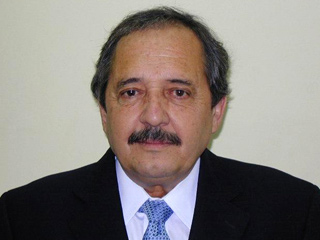
Ricardo Alfonsín

Ricardo Alfonsín (* 2. November 1951 in Chascomús) ist ein argentinischer Politiker der Unión Cívica Radical. Seit 2020 ist er Botschafter Argentiniens in Spanien.

## Werdegang
Alfonsín ist der dritte Sohn des ehemaligen argentinischen Präsidenten Raúl Alfonsín. Nach einem Lehramtsstudium in Chascomús studierte er an der Universidad Nacional de La Plata Jura, schloss das Studium jedoch an der Universidad de Buenos Aires ab.
Er erlangte 1993 ein erstes Amt als nationaler Delegierter in der UCR. Bei der Wahl 1999 wurde er zum Abgeordneten des Parlaments der Provinz Buenos Aires gewählt und verblieb dort eine Legislaturperiode lang, bis 2003. 2007 kandidierte er für das Amt des Gouverneurs, scheiterte jedoch deutlich gegen Daniel Scioli. Im Jahr 2009 wurde er für die UCR unter dem Dach der Mitte-links-Wahlallianz Acuerdo Cívico y Social, dem auch die ARI und die Sozialisten angehörten, als Abgeordneter für die Provinz Buenos Aires in den Nationalkongress gewählt.
2011 trat er als Spitzenkandidat der UCR zu den Präsidentschaftswahlen an. Er trat mit Javier González Fraga als Vizepräsidentschaftskandidaten an und belegte im ersten Wahlgang mit 11,15 % der Stimmen den dritten Platz hinter Hermes Binner (16,87 %) und der amtierenden Präsidentin Cristina Kirchner, die mit 53,96 % die absolute Mehrheit holte.
2020 wurde er zum Botschafter Argentiniens in Spanien bestellt.